# 木村宗四郎 (3代)
木村宗四郎（きむら そうしろう、1903年2月12日 - 1968年5月12日）は元三役行司である。
出羽海部屋所属。本名は関根善之輔。弟子に三役格行司の2代目式守伊三郎がいる。

## 概要
1912年、木村善太郎で初土俵。
翌年、式守善太郎に改名するも、その翌年、木村善太郎に戻す。
1940年頃に幕内格になる。
1949年、木村宗四郎に改名し、1956年夏場所で三役格に昇進する。
しかし、この頃病にかかり、三役格としてはほとんど裁けず、1959年初場所廃業。
1968年に65歳で亡くなった。